# Huấn Hoa hồng
Huấn Hoa hồng (tên gọi khác: Huấn "Rose", tên thật: Bùi Xuân Huấn) là một giang hồ mạng, YouTuber người Việt Nam. Công việc chính của Huấn hiện nay là cho vay và kinh doanh các dịch vụ từ Facebook.
Huấn Hoa hồng là một nhân vật nổi tiếng, có sức ảnh hưởng trên mạng xã hội và cũng là một hiện tượng mạng xã hội, được nhiều người biết đến khi liên tục xuất hiện trong các buổi truyền phát trực tiếp trên mạng xã hội Facebook, những hình ảnh, video nói đạo lý, ăn chơi, khoe tài sản và có nhiều phát ngôn gây sốc, thường xuyên tụ tập với các đối tượng xăm trổ, tóc nhuộm, chửi bới, gây hấn với những giang hồ mạng khác... Được cho là gây ảnh hưởng xấu đến giới trẻ – những đối tượng chính đang theo dõi. Huấn cũng được biết là người có mối quan hệ bạn bè thân thiết với Khá Bảnh và Quang Rambo – hai nhân vật đã bị bắt vì các tội danh bao gồm đánh bạc, tổ chức đánh bạc, đòi nợ thuê.
Tính đến tháng 1 năm 2021, trang fanpage của Huấn Hoa hồng đã có hơn 1.400.500 người theo dõi và kênh YouTube là hơn 156.000 người đăng ký.

## Tiểu sử
Huấn Hoa hồng sinh ngày 3 tháng 9 năm 1984 tại Yên Bái, nhưng bắt đầu chuyển vào Thành phố Hồ Chí Minh để lập nghiệp sau khi trở nên nổi tiếng. Theo lời kể của Huấn, khi còn trẻ, Huấn đã cùng bạn gái đi chơi bằng xe máy rồi gặp tai nạn, Huấn may mắn thoát chết nhưng người bạn gái xấu số của Huấn đã qua đời. Để tưởng nhớ mối tình đó, Huấn đã quyết định xăm vào cánh tay bảy bông hoa hồng, kể từ đó, anh thường được gọi với cái biệt danh Huấn "Hoa hồng".
Huấn bắt đầu sự nghiệp Facebook vào năm 2015 và sau đó đã nhanh chóng trở thành một hiện tượng mạng nhờ những hình ảnh, video ăn chơi, khoe của. Huấn thường xuyên bị bắt gặp phóng xe trên đường mà không đội mũ bảo hiểm và nhiều lần thách thức lực lượng chức năng khi bị dừng xe kiểm tra. Ngoài ra, Huấn còn nổi tiếng vì có mối quan hệ thân thiết và thường xuyên xuất hiện chung trên các livestream của các "giang hồ mạng" khác bao gồm Quang Rambo, Khá Bảnh" hay "Thánh chửi" Dương Minh Tuyền.
Hiện tại, Huấn Hoa hồng đang làm công việc cho vay và cầm đồ, kinh doanh các dịch vụ từ nền tảng mạng. Trên trang cá nhân, Huấn Hoa hồng đã tự giới thiệu là Tổng giám đốc của một công ty cho vay – cầm đồ tại Thành phố Hồ Chí Minh. Đồng thời, anh cũng có 1 fanpage riêng trên Facebook và một kênh YouTube. Vào tháng 8 năm 2018, Huấn Hoa hồng đã mở một công ty ở quận Bình Tân với biển hiệu có hình ảnh của Mark Zuckerberg, tự xưng là sẽ giải quyết được "mọi vấn đề" về Facebook tại Việt Nam. Huấn còn lập cả fanpage mang tên công ty để Live stream tư vấn, bán hàng, tặng quà và một số dịch vụ khác, nhưng sau đó fanpage đã bị khóa, nhiều người được hứa hẹn tặng thẻ điện thoại không nhận được phản hồi nào từ Huấn.
Vào đầu tháng 9 năm 2019, lực lượng Công an quận Bình Thạnh, Thành phố Hồ Chí Minh khi kiểm tra hành chính tại một tụ điểm ăn chơi trên địa bàn đã phát hiện Huấn Hoa hồng dương tính với ma túy và bị bắt đưa đi cai nghiện. Sau khi về nhà, Huấn đã tuyên bố trên livestream rằng: "Giờ ai rủ chơi ma túy là báo công an.". Tuy vậy, nhưng vào ngày 3 tháng 3 năm 2020, Huấn Hoa hồng cùng Lê Mạnh Đạt đã bị Đội Cảnh sát điều tra tội phạm về ma túy – Công an thành phố Lào Cai phối hợp với Công an phường Lào Cai bắt giữ và bị buộc tội vì sử dụng trái phép chất ma túy.
Huấn Hoa hồng có 2 đời vợ, 2 con gái với người vợ đầu. Bùi Thu Trà (con gái Huấn) vướng vào lùm xùm làm giả, khai khống số tiền ủng hộ bão lụt miền Bắc sau cơn bão Yagi (tháng 9/2024). Người vợ thứ 2 là Phạm Thị Ngọc Linh (sinh năm 1997, quê Kon Tum) kinh doanh các mặt hàng thời trang, mỹ phẩm online và có với Huấn 2 người con trai.

## Các vụ việc liên quan

### Phát hành MV
Tối ngày 5 tháng 5 năm 2020, Huấn cho ra mắt MV ca nhạc mang tên "Muôn kiếp là anh em" trên kênh YouTube cá nhân, với mức đầu tư được cho là nhiều tỷ đồng. Ngay lập tức, video này vướng vào vô số lời chỉ trích như cổ súy bạo lực, ủng hộ hoạt động xã hội đen cũng như quảng cáo ngang nhiên cho các game đánh bạc qua mạng Box 88. Chiều ngày 6 tháng 5 năm 2020, MV bị xóa khỏi YouTube vì vi phạm nguyên tắc cộng đồng của nền tảng này.
Đoạn MV kéo dài hơn 6 phút, xoay quanh câu chuyện Huấn và người anh em nghĩa tình của mình cùng nhau vượt qua khó khăn của cuộc đời, với những cảnh quay đậm chất giang hồ như cờ bạc, đánh nhau... Ở gần cuối MV, Huấn Hoa hồng đưa ra lời khuyên đậm tính triết lý: "Ra xã hội làm ăn bươn chải, liều thì ăn nhiều, không liều thì ăn ít. Riêng cờ bạc không phải là thứ để cho chúng ta liều" và nhắc nhở người anh em của mình rằng "cờ bạc người không chơi là người thắng, người chơi không bao giờ thắng". Tuy đưa ra thông điệp khuyên mọi người bỏ cờ bạc nhưng chính MV của Huấn Hoa hồng lại quảng cáo cho game đánh bạc online, lồng ghép những hình ảnh úp mở về dịch vụ này trong suốt MV và đến cuối thì xuất hiện một cách công khai kèm theo thông điệp "Người thông minh hãy chọn cách chơi thông minh". Ngoài ra, nhiều người cũng cho rằng Huấn đang ẩn ý đến đàn em cũ của mình là Khá Bảnh, bởi cuối năm 2019, Khá Bảnh đã bị bắt và phải chịu án tù vì hành vi tổ chức đánh bạc.
Giọng ca của Huấn được đánh giá là khiếm khuyết và có nhiều đoạn hát còn hơi ngọng. Tuy vậy, với sự nổi tiếng trên mạng xã hội của mình, MV đã đạt hàng trăm nghìn lượt xem chỉ trong vòng chưa đầy 1 ngày. Sau khi MV bị xóa khỏi YouTube, Huấn đã đăng tải một dòng trạng thái trên trang cá nhân là "Video bị xóa là do đạt 1 triệu view quá nhanh và mong khán giả ủng hộ nếu MV được đăng lại", kèm theo những hình ảnh chụp màn hình YouTube studio cho thấy MV đã đạt 1 triệu lượt xem. Sau khi MV cũ bị xóa, kênh YouTube của Huấn Hoa hồng đã cho đăng tải lại video ca nhạc "Muôn kiếp là anh em" vào ngày 6 tháng 6 năm 2020.

### Xuất bản sách
Ngày 20 tháng 4 năm 2020, Huấn Hoa hồng đã đăng livestream dài hơn 1 tiếng đồng hồ trên tài khoản facebook cá nhân, giới thiệu hai cuốn sách tự mình đầu tư viết và rao bán với giá 799.000đ/bộ, cùng với đó, Huấn cũng khẳng định rằng toàn bộ số tiền bán sách sẽ được dùng để ủng hộ từ thiện.
Tuy nhiên, vài ngày sau đó, hai ấn phẩm trên đã bị cơ quan chức năng nghi ngờ là sách lậu dù nhiều người theo dõi Huấn cho rằng việc in sách không phải là một hành động bất hợp pháp và bộ sách trên không phải là sách lậu.
Ngày 28 tháng 4 năm 2020, Cục Xuất bản, Bộ Thông tin và Truyền thông Việt Nam đã ra văn bản đề nghị Sở Thông tin và Truyền thông các tỉnh thành, và cơ quan chức năng có liên quan phối hợp làm rõ, rà soát thông tin về bộ sách, đề nghị xử lý vì cho rằng có nghi vấn vi phạm pháp luật trong sao in, phát tán thông tin qua mạng của Huấn hoa hồng.
Hai cuốn sách của Huấn Hoa hồng đã được thẩm định và khẳng định là có nội dung vi phạm với một số nội dung của Luật hình sự Việt Nam và liên quan đến nội dung cấm thì sẽ bị xử lý hình sự. Đồng thời cũng xác định là không có Nhà xuất bản Sài Gòn và sách cũng không có tên trong danh mục sách lưu chiểu cũng như danh mục kế hoạch đăng ký xuất bản được xác nhận.
Ngày 29 tháng 4 năm 2020, Huấn hoa hồng đã thừa nhận sách của mình là ấn phẩm chui, vì học hành hạn chế (học hết lớp 7), thiếu hiểu biết nên đã mắc sai lầm, vì muốn kiếm tiền nuôi gia đình nên đã nghĩ ra cách bán sách để lợi dụng tầm ảnh hưởng mà kiếm thêm tiền. Ngày 16 tháng 6 năm 2020, Cục An ninh chính trị nội bộ, Bộ Công an Việt Nam đã làm việc với Huấn hoa hồng để làm rõ hành vi vi phạm pháp luật liên quan việc xuất bản, phát hành các cuốn sách trên.
Ngày 6 tháng 7 năm 2020, Cục An ninh Chính trị nội bộ lập hồ sơ, phối hợp Thanh tra Sở Thông tin và Truyền thông Hà Nội, xử phạt hành chính Huấn 17,5 triệu đồng, phạt thêm 2,5 triệu đồng vì bán sách mà không có giấy chứng nhận đăng ký hộ kinh doanh.

### Mua Fanpage
Năm 2017, Huấn cũng liên quan đến vụ fanpage và Facebook cá nhân của streamer PewPew (Hoàng Văn Khoa) bị hack. Sau một tháng từ khi bị hack, fanpage đã bị đổi tên thành "Bùi Huấn – Huấn Hoa Hồng (Hà Nội)", chuyên đăng clip phản cảm và livestream tặng thẻ điện thoại. Được biết, thủ phạm chính đã hack fanpage và bán lại trang cho Huấn.

### Vu khống
Ngày 20 tháng 8 năm 2020, Cục An ninh chính trị nội bộ của Bộ Công an đã triệu tập Huấn Hoa Hồng về vụ việc ngày 21 tháng 4 năm 2020 khi đã sử dụng trang facebook cá nhân để Live stream bán hàng. Trong quá trình Live stream, Huấn đã có những phát ngôn thiếu chuẩn mực, bôi nhọ, vu khống 80% cán bộ, công chức, thanh niên Thành phố Hồ Chí Minh rằng họ đều từng sử dụng ma túy.

### Mạo danh VTV
Chiều ngày 26 tháng 10 năm 2020, Cục An ninh chính trị nội bộ của Bộ Công an đã triệu tập Huấn Hoa Hồng để làm rõ việc fanpage của người này đăng clip cắt từ chương trình Chuyển động 24h phát sóng tối ngày 17 tháng 10, sau đó ghép hình ảnh Huấn trao quà từ thiện đồng bào miền Trung trong những mùa mưa lũ. Sau đó Huấn đã bị xử phạt 7,5 triệu đồng cho hành vi này.